# 잭슨살찐생쥐
잭슨살찐생쥐(Steatomys jacksoni)는 붉은숲쥐과에 속하는 설치류의 일종이다. 가나와 나이지리아에서 발견된다. 자연 서식지는 농지이다.